# Bildstand
Der Bildstand (englisch: image steadiness, französisch: fixité d'image) ist ein Begriff aus der Filmtechnik und ein Maß für die Abbildungsqualität, also wie ruhig das Bild wirkt. Ein guter Bildstand zeichnet sich durch große Deckungsgenauigkeit aufeinanderfolgender Einzelbilder aus. Bei schlechtem Bildstand zittert, wackelt oder tanzt das Laufbild.
Die Qualität des Bildstandes wird in unbewegten Einstellungen geprüft.
Der Bildstand einer Filmdarbietung wird durch verschiedene Komponenten beeinflusst:
- den Vergrößerungsfaktor bei der Projektion (mitbestimmt durch die Bildgröße des Filmformats)
- die Fertigungstoleranzen des Films (Filmbreite und Perforation)
- das Spiel des Transportgreifers und der Sperrstifte der Filmkamera
- das gewählte Kopierverfahren (intermittierend oder kontinuierlich)
- den Filmantrieb des Filmprojektors, bzw. die Filmführung bei der Filmabtastung.

Der Bildstand setzt sich dabei aus der Gesamtsumme der Ungenauigkeiten (Fehler) der Komponenten zusammen. Den größten Anteil an der Abbildungsqualität haben die Kamera, die Kopiermaschine und der Projektor. 
Der Teilsummenfehler Film und Kamera wird z. B. von der Genauigkeit bestimmt, wie die Transportlöcher des Films mit der Kameramechanik zusammenpassen. Normalfilm wird mit einer Gruppe von vier Lochpaaren je Hub transportiert.
Ziel ist es, alle Einzelfehler und die Teilsummenfehler zu minimieren, so dass der Bildstand-Gesamtfehler am Kinoprojektor im Bereich eines hundertstel Millimeters liegt.